# Bothy

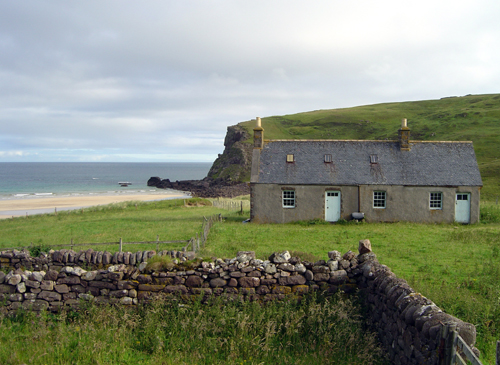
Kearvaig Bothy östlich von Cape Wrath

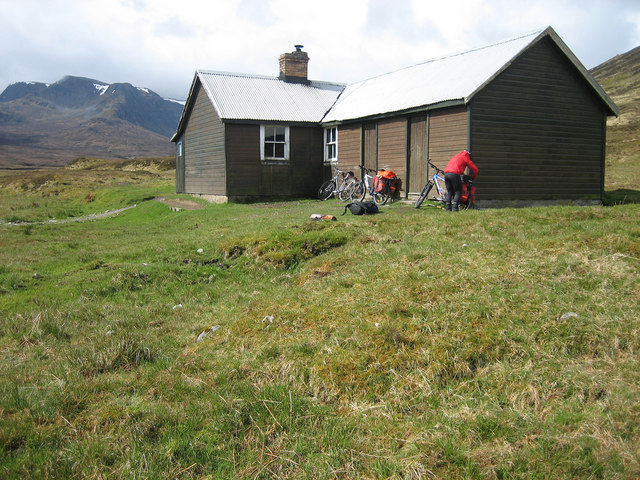
Culra Bothy am Fuß des Ben Alder

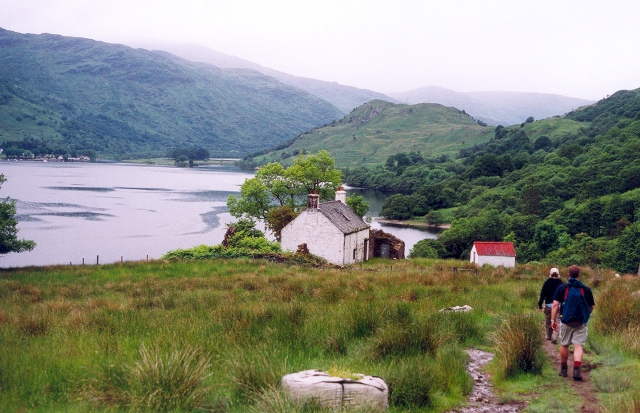
Doune byre Bothy am West Highland Way

Als Bothy werden in Großbritannien einfache Berg- und Wanderhütten ohne Bewirtschaftung bezeichnet. Besonders weit verbreitet sind sie in den schottischen Highlands und Southern Uplands. Sie sind aber auch in den dünn besiedelten Bergregionen von Wales und Nordengland zu finden. Der Name stammt wahrscheinlich von dem gälischen Wort bothan oder dem Walisischen bwthyn ab, beides bedeutet etwa „kleine Hütte“.
Am ehesten sind Bothies in ihrer Funktion und Nutzung mit Biwakschachteln in den Alpen zu vergleichen. Sie bieten Wanderern und Bergsteigern eine einfache Unterkunft, für ihre Nutzung wird keine Gebühr erhoben und sie sind in der Regel unverschlossen. Meist besitzen Bothies einen Ofen oder offenen Kamin und mehrere Lagerstätten und Bänke. Eine Stromversorgung gibt es normalerweise nicht. Soweit Sanitäreinrichtungen vorhanden sind, beschränkt sich dies meist auf einfache Plumpsklos. Aufgrund der einfachen Ausstattung und fehlenden Bewirtung ist Selbstverpflegung und die Mitnahme von Schlafsäcken erforderlich. In Schottland werden meist ältere, ursprünglich für Jäger, Treiber sowie Forst- und Landarbeiter errichtete einfache Cottages und Hütten als Bothies genutzt, die für die Bewirtschaftung der während der Highland Clearances entstandenen weitläufigen Großgrundbesitze genutzt wurden. Zum Teil handelte es sich dabei auch um die Hütten der in den Clearances vertriebenen früheren Bewohner. Teilweise werden ehemalige Crofter-Häuser als Bothy verwendet.
Die zunehmende Motorisierung nach dem Zweiten Weltkrieg und der damit einhergehende Ausbau von Forststraßen und Wegen führte dazu, dass viele der einfachen, im 19. Jahrhundert entstandenen Unterkünfte für Jäger und Landarbeiter nicht mehr benötigt wurden; Arbeiten in entlegenen Bereichen, die bislang Übernachtungen erforderlich machten, konnten immer öfter innerhalb eines Tages bewältigt werden. Zugleich nahm die Zahl der Wanderer, Bergsteiger und Munro-Bagger zu, die in den entlegenen Gegenden Schottlands die Ziele für ihre Freizeitaktivitäten suchten und dabei das bothying für sich entdeckten. Die verfallenden und immer seltener genutzten Hütten wurden als willkommene Übernachtungsmöglichkeiten genutzt, die das Mitführen von Zelten ersparten und besseren Schutz vor dem rauen Klima boten. Vor dem Hintergrund des in Schottland seit Jahrhunderten als Gewohnheitsrecht akzeptierten Jedermannsrechts tolerierten die meisten Landbesitzer diese Nachnutzung. Nachdem zunächst diverse Kletterclubs einzelne Bothies in ihre Obhut übernommen hatten, gründete sich 1965 die Mountain Bothies Association (MBA), die sich das Ziel setzte, die von ihren Eigentümern nicht mehr benötigten Bothies zur kostenfreien Nutzung durch Wanderer, Bergsteiger und später auch Mountainbiker zu unterhalten. Die MBA unterhält inzwischen an die 100 Bothies, von denen lediglich eine auch in ihrem Besitz ist. Für jede MBA-Bothy ist ein bestimmtes Mitglied zuständig, das mindestens zweimal pro Jahr deren Zustand überprüft und bei Bedarf Reparaturen vornimmt. Weitere Bothies werden von einzelnen Landeigentümern und Kletterclubs unterhalten.
Für die Nutzung hat die MBA einen Bothy Code als Verhaltenskodex erstellt. Dieser sieht unter anderem vor, dass alle Besucher ihre Abfälle mitnehmen und die Bothy den nächsten Nutzern sauber zu hinterlassen haben. Soweit kein WC vorhanden ist, sollen Toilettengänge nur in gewisser Entfernung von der Unterkunft erfolgen. Die meisten Bothies besitzen zudem ein Hüttenbuch.